# Marmolejo, Spanien
Marmolejo är en kommunhuvudort i Spanien.   Den ligger i provinsen Provincia de Jaén och regionen Andalusien, i den centrala delen av landet, 270 km söder om huvudstaden Madrid. Marmolejo ligger 248 meter över havet och antalet invånare är 7 643.
Terrängen runt Marmolejo är platt åt sydväst, men åt nordost är den kuperad. Runt Marmolejo är det ganska glesbefolkat, med 42 invånare per kvadratkilometer. Närmaste större samhälle är Andújar, 10,5 km öster om Marmolejo. Trakten runt Marmolejo består till största delen av jordbruksmark.